# فاطمه انصاری
فاطمه انصاری (انگلیسی: Fatima Ansari؛ زادهٔ ۱۲ ژوئن ۱۹۹۵) بازیکن فوتبال اهل پاکستان است.
وی همچنین در تیم ملی فوتبال زنان پاکستان بازی کرده‌است.